# Ravadinovo, Burgas
Ravadinovo (în bulgară Равадиново) este un sat în comuna Sozopol, regiunea Burgas,  Bulgaria. 

## Demografie
Componența etnică a satului Ravadinovo
     Bulgari (59,47%)
     Romi (38,81%)
     Nicio identificare (1,08%)
     Altele (0,62%)
La recensământul din 2011, populația satului Ravadinovo era de 644 locuitori. Din punct de vedere etnic, majoritatea locuitorilor (59,47%) erau bulgari, cu o minoritate de romi (38,81%). Pentru 1,08% din locuitori nu este cunoscută apartenența etnică.